# Myodocarpus
Myodocarpus es un género de fanerógamas perteneciente a la familia  de las miodocarpáceas, que comprende 14 especies. Anteriormente, este género había sido dispuesto en Araliaceae, pero los análisis filogenéticos sobre datos moleculares indican que las especies que lo constituyen deben incluirse en una familia separada, Myodocarpaceae.

## Especies
| - Myodocarpus baillonianus - Myodocarpus brongniarti - Myodocarpus coronatus - Myodocarpus crassifolius - Myodocarpus elegans - Myodocarpus floribundus - Myodocarpus fraxinifolius | - Myodocarpus intermedius - Myodocarpus involucratus - Myodocarpus lanceolatus - Myodocarpus pachyphyllus - Myodocarpus pinnatus - Myodocarpus simplicifolius - Myodocarpus vieillardi |